# IHF-wereldhandbalspeler van het jaar
De IHF-wereldhandbalspeler van het jaar is een trofee die jaarlijks wordt uitgereikt aan de beste handballer en handbalsters van het jaar. De winnaars worden gekozen op basis van de stemmen van deskundigen, media en het publiek.

## Informatie
De trofee wordt sinds 1988 uitgereikt door de IHF aan zowel de mannen als de vrouwen.
De trofee werd niet uitgereikt in 1991, 1992, 1993 en 2017.

## Mannen
| Jaar | Winnaar                    | Land                 | Ref.            |                 |
| ---- | -------------------------- | -------------------- | --------------- | --------------- |
| 1988 | Veselin Vujović            | Joegoslavië          |                 |                 |
| 1989 | Kang Jae-Won               | Zuid-Korea           |                 |                 |
| 1990 | Magnus Wislander           | Zweden               |                 |                 |
| 1991 | Geen uitreiking            | Geen uitreiking      | Geen uitreiking | Geen uitreiking |
| 1992 | Geen uitreiking            | Geen uitreiking      | Geen uitreiking | Geen uitreiking |
| 1993 | Geen uitreiking            | Geen uitreiking      | Geen uitreiking | Geen uitreiking |
| 1994 | Talant Dujshebaev          | Rusland              |                 |                 |
| 1995 | Jackson Richardson         | Frankrijk            |                 |                 |
| 1996 | Talant Dujshebaev (2)      | Spanje               |                 |                 |
| 1997 | Stéphane Stoecklin         | Frankrijk            |                 |                 |
| 1998 | Daniel Stephan             | Duitsland            |                 |                 |
| 1999 | Rafael Guijosa             | Spanje               |                 |                 |
| 2000 | Dragan Škrbić              | Joegoslavië          |                 |                 |
| 2001 | Yoon Kyung-Shin            | Zuid-Korea           |                 |                 |
| 2002 | Bertrand Gille             | Frankrijk            |                 |                 |
| 2003 | Ivano Balić                | Kroatië              |                 |                 |
| 2004 | Henning Fritz              | Duitsland            |                 |                 |
| 2005 | Arpad Šterbik              | Servië en Montenegro |                 |                 |
| 2006 | Ivano Balić (2)            | Kroatië              |                 |                 |
| 2007 | Nikola Karabatić           | Frankrijk            |                 |                 |
| 2008 | Thierry Omeyer             | Frankrijk            | [ 1 ]           |                 |
| 2009 | Sławomir Szmal             | Polen                | [ 2 ]           |                 |
| 2010 | Filip Jícha                | Tsjechië             | [ 3 ]           |                 |
| 2011 | Mikkel Hansen              | Denemarken           | [ 4 ]           |                 |
| 2012 | Daniel Narcisse            | Frankrijk            | [ 5 ]           |                 |
| 2013 | Domagoj Duvnjak            | Kroatië              |                 |                 |
| 2014 | Nikola Karabatić (2)       | Frankrijk            |                 |                 |
| 2015 | Mikkel Hansen (2)          | Denemarken           |                 |                 |
| 2016 | Nikola Karabatić (3)       | Frankrijk            |                 |                 |
| 2017 | Geen uitreiking            | Geen uitreiking      | Geen uitreiking | Geen uitreiking |
| 2018 | Mikkel Hansen (3)          | Denemarken           |                 |                 |
| 2019 | Niklas Landin Jacobsen     | Denemarken           |                 |                 |
| 2020 | Geen uitreiking            | Geen uitreiking      | Geen uitreiking |                 |
| 2021 | Niklas Landin Jacobsen (2) | Denemarken           |                 |                 |

## Vrouwen
| Jaar | Winnaar                 | Land            | Ref.            |                 |
| ---- | ----------------------- | --------------- | --------------- | --------------- |
| 1988 | Svetlana Kitić          | Joegoslavië     |                 |                 |
| 1989 | Kim Hyun-Mee            | Zuid-Korea      |                 |                 |
| 1990 | Jasna Kolar-Merdan      | Oostenrijk      |                 |                 |
| 1991 | Geen uitreiking         | Geen uitreiking | Geen uitreiking | Geen uitreiking |
| 1992 | Geen uitreiking         | Geen uitreiking | Geen uitreiking | Geen uitreiking |
| 1993 | Geen uitreiking         | Geen uitreiking | Geen uitreiking | Geen uitreiking |
| 1994 | Mia Hermansson          | Zweden          |                 |                 |
| 1995 | Erzsébet Kocsis         | Hongarije       |                 |                 |
| 1996 | Lim O-Kyeong            | Zuid-Korea      |                 |                 |
| 1997 | Anja Andersen           | Denemarken      |                 |                 |
| 1998 | Trine Haltvik           | Noorwegen       |                 |                 |
| 1999 | Ausra Fridrikas         | Oostenrijk      |                 |                 |
| 2000 | Bojana Radulović        | Hongarije       |                 |                 |
| 2001 | Cecilie Leganger        | Noorwegen       |                 |                 |
| 2002 | Zhai Chao               | China           |                 |                 |
| 2003 | Bojana Radulović (2)    | Hongarije       |                 |                 |
| 2004 | Anita Kulcsár           | Hongarije       |                 |                 |
| 2005 | Anita Görbicz           | Hongarije       |                 |                 |
| 2006 | Nadine Krause           | Duitsland       |                 |                 |
| 2007 | Gro Hammerseng          | Noorwegen       |                 |                 |
| 2008 | Linn-Kristin Riegelhuth | Noorwegen       |                 |                 |
| 2009 | Allison Pineau          | Frankrijk       |                 |                 |
| 2010 | Cristina Neagu          | Roemenië        |                 |                 |
| 2011 | Heidi Løke              | Noorwegen       |                 |                 |
| 2012 | Alexandra do Nascimento | Brazilië        |                 |                 |
| 2013 | Andrea Lekić            | Servië          |                 |                 |
| 2014 | Eduarda Amorim          | Brazilië        |                 |                 |
| 2015 | Cristina Neagu (2)      | Roemenië        |                 |                 |
| 2016 | Cristina Neagu (3)      | Roemenië        |                 |                 |
| 2017 | Geen uitreiking         | Geen uitreiking | Geen uitreiking | Geen uitreiking |
| 2018 | Cristina Neagu (4)      | Roemenië        |                 |                 |
| 2019 | Stine Bredal Oftedal    | Noorwegen       |                 |                 |
| 2020 | Geen uitreiking         | Geen uitreiking | Geen uitreiking | Geen uitreiking |
| 2021 | Sandra Toft             | Denemarken      |                 |                 |

## Voorgaande trofeeën
De IHF verkiest pas sinds 1988 officieel de wereldhandbalspelers van het jaar. In voorgaande jaren zijn echter wel incidenteel spelers uitgeroepen tot wereldhandbalspeler van het jaar.
De Roemeen Ștefan Birtalan werd in 1974, 1976 en 1977 verkozen tot wereldhandbalspeler van het jaar.

## Beste spelers aller tijden
In 1992 werd Gheorghe Gruia uit Roemenië uitgeroepen tot beste speler aller tijden door de Internationale Handbalfederatie.
In 2000 werden de Zweed Magnus Wislander en de Oekraïense Zinaida Turchyna door de IHF verkozen tot spelers van de 20e eeuw.